# Phalaenopsis tetraspis
Phalaenopsis tetraspis Rchb.f., 1870 è una pianta della famiglia delle Orchidacee originaria delle isole Andamane e Nicobare e di Sumatra.

## Descrizione
È un'orchidea epifita di media taglia, a crescita monopodiale. Presenta un corto fusto che porta foglie che si restringono gradualmente verso la base, di forma obovata, ad apice da poco acuto ad ottuso. La fioritura avviene normalmente in primavera, mediante un'infiorescenza racemosa o raramente paniculata che aggetta lateralmente, ricurva, lunga in media 30 centimetri, ricoperta di brattee a forma triangolare e portante da 4 a 8 fiori. Questi sono grandi da 4 a 5 centimetri, sono lucidi e di consistenza carnosa, di colore bianco soffuso di rosa, con strisce orizzontali di colore rosso vivo in petali e sepali, mentre il labello è trilobato, con lobi laterali rialzati di colore giallo-arancione e rosa e con numerose appendici.

## Distribuzione e habitat
La specie è originaria delle isole Andamane e Nicobare e di Sumatra.
Cresce epifita sugli alberi della foresta tropicale al livello del mare.

## Sinonimi
Phalaenopsis speciosa var. tetraspis (Rchb.f.) H.R.Sweet, 1968

Phalaenopsis speciosa var. maculata Gower, 1890

Phalaenopsis barrtii King ex Hook.f., 1895

Phalaenopsis sumatrana var. alba G.Wilson, 1915

## Coltivazione
Questa pianta è bene coltivata in panieri appesi, su supporto di sughero oppure su felci arboree e richiede in coltura esposizione all'ombra, temendo la luce diretta del sole, e temperature calde per tutto l'anno, da ridurre appena nella fase di riposo. È consigliabile mantenere elevati livelli di umidità per tutto l'anno.